# Krute, Solone
Krute (în ucraineană Круте) este un sat în comuna Pîsmeceve din raionul Solone, regiunea Dnipropetrovsk, Ucraina.

## Demografie
Componența lingvistică a localității Krute
     Ucraineană (96,77%)
     Rusă (3,23%)
Conform recensământului din 2001, majoritatea populației localității Krute era vorbitoare de ucraineană (96,77%), existând în minoritate și vorbitori de rusă (3,23%).